# Amphixystis fragosa
Amphixystis fragosa är en fjärilsart som beskrevs av Edward Meyrick 1910. Amphixystis fragosa ingår i släktet Amphixystis och familjen äkta malar.
Artens utbredningsområde är Mauritius. Inga underarter finns listade i Catalogue of Life.